# Ptecticus srilankai
Ptecticus srilankai är en tvåvingeart som beskrevs av Rozkosny och Hauser 2001. Ptecticus srilankai ingår i släktet Ptecticus och familjen vapenflugor. Inga underarter finns listade i Catalogue of Life.